# Paulo Terra
Paulo Terra é um grafiteiro e muralista brasileiro. Sua obra possui semelhanças com os murais de Eduardo Kobra, com quem trabalhou no passado, uma vez que ambos costumam retratar figuras conhecidas, gigantes e multicoloridas.

## Biografia
Paulo Terra é morador do bairro do Campo Limpo, na zona sul da cidade de São Paulo e faz grafites há mais de 20 anos.